# Bill Kini
William George „Bill” Kini (ur. 9 lipca 1937 w Winton, zm. 30 sierpnia 2012 w Whangarei) – nowozelandzki bokser oraz rugbysta. Zdobywca złotego medalu w boksie w wadze ciężkiej podczas Igrzysk Imperium Brytyjskiego i Wspólnoty Brytyjskiej w Kingston w 1966 roku.

## Życiorys
Bill Kini urodził się 9 lipca 1937 roku w Winton w Nowej Zelandii. Uczęszczał do Southland Technical College.
W 1962 roku podczas Igrzysk Imperium Brytyjskiego i Wspólnoty Brytyjskiej w Perth, Kini zdobył srebrny medal w wadze ciężkiej w kategorii 81–91 kg mężczyzn, a cztery lata później wywalczył złoto w tej samej dywizji podczas Igrzysk Wspólnoty Brytyjskiej w Kingston.
Na początku lat 60. Kini grał w drużynie rugby w klubie Otahuhu RFC w Auckland, zdobywając cztery razy Tarczę Gallaghera. Był także kapitanem drużyny rugby Auckland Māori.
W 1980 roku, Kini i jego rodzina przeprowadzili się do Whangarei.
Kini zmarł 30 sierpnia 2012 roku w Whangarei w wyniku powikłań w komórkach nowotworowych w kręgosłupie.